# Tuskegee
Tuskegee is een stad in de county Macon, in de staat Alabama in de Verenigde Staten. Het inwoneraantal van de stad bedraagt 11.846 (2000). De stad is bekend om de Tuskegee Universiteit.
Tuskegee is gesticht door de legendarische zwarte leider Booker T. Washington. De burgemeester is Johnny Ford.

## Demografie
In het jaar 2000 woonde er 11.846 mensen, 4169 huishoudens en 2326 families in de stad. De bevolkingsdichtheid in het jaar 2000 was 295,7 mensen per vierkante kilometer. 95,48% van de mensen in 2000 was zwart of Afro-Amerikaans, 2,59% was blank, 0,69 was Aziatisch, 0,19% was inheems Amerikaans, 0,01% was pacific eilander, 0,68% was hispanic of latino, 0,17% was van een ander ras en 0,88% kwam van twee verschillende rassen.
Van alle inwoners was 22,6% jonger dan 18 jaar, 25,4% was 18 tot 24 jaar, 19,9% was 25 tot 44 jaar, 17,2% was 45 tot 64 jaar en 14,9% was 65 of ouder. De mediane leeftijd was 26. Voor elke 100 vrouwen waren 80,7 mannen. Voor elke 100 vrouwen van 18 jaar en ouder waren er 75,7 mannen.

## Media
Tuskegee heeft een wekelijkse krant, The Tuskegee News, die sinds 1865 wordt uitgegeven.

## Geboren in Tuskegee
- Rosa Parks (1913-2005), burgerrechtenactiviste
- Lionel Richie (1949), muzikant en popzanger